# Melchior Niedhardt Gronau
Melchior Niedhardt Gronau (* um 1648; † 1722 in Brilon) war ein Bürgermeister der Stadt Brilon.

## Leben
Gronau war urkundlich erstmals 1676 als Apotheker mit Sitz im Derker Quartal in Brilon nachgewiesen. Er war der Nachfolger des ersten Briloner Apothekers Theodor Christiani. Er handelte, wie damals durchaus üblich, auch mit anderen Waren, wie Olich (Öl), Sauer (Essig), Seife, Butter, Käse, Heringen, Tran und Teer, sowie allerley Zucker wahr (Zuckerware). Apotheker betätigten sich häufig auch als Zuckerbäcker. Zucker wurde ausschließlich aus der teuren Importware Zuckerrohr gewonnen. Diese Waren sind in den Kämmereibüchern verzeichnet, weil für sie eine Akzise zu zahlen war. Gronau betätigte sich auch als Bierbrauer und Branntweinverkäufer.
In Brilon stieg er zu einem geachteten Mann auf. Er war Kämmerer und Ratsherr und wurde in den Jahren 1707, 1712 und 1715 zum Bürgermeister gewählt. Längere Zeit verwaltete er als Kirchenprovisor das kirchliche Vermögen. Die Apotheke ging 1717 in andere Hände, Gründe sind nicht überliefert; Gronau zog in ein anderes Stadtviertel. Belege über Geschäftstätigkeiten danach sind nicht vorhanden.